# Кедровый (Магаданская область)
Кедровый — посёлок в Сусуманском районе Магаданской области на реке Мяунджа, его притоке ручье Кедровый и озере Кедровое. До 2015 года входил в упразднённое МО «Городское поселение посёлок Мяунджа».
Население — 37 чел. (2021).

## География
Расположен у Колымской автотрассы, в 11 км восточнее пгт  Мяунджа. Расстояние до административного центра 119,7 км. До областного центра Магадан 518,8 км.
Достопримечательности
На 708 километре колымской трассы находится опора ЛЭП, на которой закреплены буквы, составляющие, при чтении сверху вниз, название посёлка «Кедровый»
Уличная сеть
Первые улицы посёлка АРЭКа носили имена Ленина, Сталина (с 1962 года — улица Гагарина), Энергетиков, Набережная, Кедровая.

## История
В 1940 году на площадке у устья ручья Кедровый в реку Мяунджа на Аркагалинском угольном месторождении построена тепловая станция. На карте 1947 года это месте называлось «Аркагалинская».
После Великой Отечественной войны рядом с первой Аркагалинской тепловой электростанцией построили ещё две, создав Аркагалинский энергокомбинат (АрЭК). Аббревиатура АрЭК стала названием рабочего посёлка в течение двадцать лет.
В 1954 году в посёлке Мяунджа запущена в эксплуатацию мощная Аркагалинская электростанция, в связи с чем в Кедровом закрылись две станции их трёх. Оставшаяся ТЭС-3 служила для отопления посёлка и его предприятий. Поселок стал базой Высоковольтных сетей (ВВС) — так раньше назывались Центральные электрические сети.
До 1975 года в АРЭКе находился лагерь, где заключенные выполняли строительные работы, делали мебель, стройматериалы, шили спецодежду.
После закрытия в 1975 году лагеря его помещения и промышленная зона стали использоваться как лечебно- трудовой профилакторий (ЛТП). ЛТП в 1993 году был закрыт.

## Население
| 1991 | 1992  | 1993 | 1994 | 1995 | 1996 | 1997 |
| ---- | ----- | ---- | ---- | ---- | ---- | ---- |
| 1189 | ↘1067 | ↘871 | ↘758 | ↘660 | ↘438 | ↘374 |
| 1998 | 1999  | 2000 | 2001 | 2002 | 2004 | 2005 |
| ↗491 | ↘371  | ↘260 | ↘232 | ↘216 | ↗219 | ↘164 |
| 2006 | 2007  | 2008 | 2009 | 2010 | 2012 | 2013 |
| ↘101 | ↘62   | ↘29  | ↘2   | ↗121 | ↘107 | ↗112 |
| 2014 | 2015  | 2019 | 2020 | 2021 |      |      |
| ↗115 | ↗120  | ↘105 | ↘76  | ↘37  |      |      |

## Спорт
Проводится традиционная «Кедровская лыжня».
Развит местный туризм.